# Estabelecimento Prisional da Guarda
O Estabelecimento Prisional da Guarda é uma prisão localizada na Estrada do Forte, na cidade da Guarda, classificado como nível de segurança alta. 
Foi criado através do Decreto-lei 26643 de 28-05-1936 mas a sua materialização e inauguração apenas aconteceu em 1955. Classificado como prisão sanatório, possuía um espaço de reclusão para presidiários doentes com tuberculose de outras cadeias. Existe, ainda hoje, no edifício central do EP um espaço denominado Solário, onde os reclusos doentes passavam algum tempo a apanhar sol de forma a minorar alguns sintomas das suas doenças (nomeadamente da tuberculose).
Foi a primeira cadeia da Europa a ter gradeamento das janelas por dentro do edifício.

## Instalações
As atuais instalações dividem-se em quatro edifícios:
- a portaria;
- a comarcã;
- o edifício central;
- o parlatório (sala de visitas).